# Phomopsis lavandulae
Phomopsis lavandulae är en svampart som först beskrevs av Gabotto, och fick sitt nu gällande namn av Cif. & Vegni 1964. Phomopsis lavandulae ingår i släktet Phomopsis och familjen Diaporthaceae.   Inga underarter finns listade i Catalogue of Life.